# 후지와라노 미치나가
후지와라노 미치나가(일본어: 藤原道長, 966년 ~ 1028년)은 헤이안 시대의 귀족이자 정치가이다. 그의 딸 4명이 천황과 혼인하였고, 천황 3명의 외조부로 당시 일본의 최고실권자였다. 헤이안 시대의 섭관 중 가장 영화를 누렸다.

## 일생

### 출생에서 청년 시절까지
고호(康保) 3년(966년), 후지와라노 가네이에(藤原兼家)의 5남(또는 4남)으로 교토에서 태어났다. 생모는 후지와라노 나가마사(藤原中正)의 딸 도키히메(時姫)이며 친형제자매로 미치타카(道隆)・미치카네(道兼)・죠시(超子, 산조 천황의 어머니)・센시(詮子, 이치조 천황의 어머니) 등이 있다.
조부인 후지와라노 모로스케(師輔)는 무라카미 천황(村上天皇)의 치세를 고다이진(右大臣)으로서 떠받쳤던 실력자이자 딸인 중궁(中宮) ・ 야스코(安子)가 훗날 레이제이 천황(冷泉天皇), 엔유 천황(円融天皇)을 낳음으로서 외척으로서 입장을 다지게 되었다. 이때부터 모로스케의 가계인 구조류(九条流)는 본래의 적류(嫡流)였던 형 사네요리(実頼)의 가계인 고노미야류(小野宮流)보다 우위에 서게 되었다.
덴로쿠(天禄) 원년(970년), 셋쇼(摂政)・다이조다이진(太政大臣)이었던 후지와라노 사네요리가 사망하고 모로스케의 장남 고레타다(藤原伊尹)가 셋쇼가 되었으나 2년 뒤에 급서하고 만다. 그 후사 자리를 놓고 차남인 가네미치(兼通)와 삼남 가네이에(兼家)가 대립하여 가네미치가 간파쿠가 되었고, 가네이에는 불우한 시기를 보내야만 했다. 쇼엔(貞元) 2년(977년)에 병사하기 직전까지 가네미치는 가네이에를 격하시키고 있었다. 가네미치의 마지막 추천으로 간파쿠가 된 고노미야류의 후지와라노 요리타다(藤原頼忠)는 덴엔(天元) 원년(979년)에 가네이에를 고다이진으로 승진시켜 주어, 간신히 불우의 시기를 벗어났다. 차녀 센시를 엔유 천황의 뇨고로 들여, 덴엔 3년(980년)에 제1황자 · 야스히토 친왕(懐仁親王)을 낳았다.
동년 정월, 미치나가는 15세로 종5위하에 처음 정계에 진출하였다. 그 뒤 시종을 거쳐 우효에노곤노스케(右兵衛權佐)가 된다.
에이칸(永観) 2년(983년), 엔유 천황은 가잔 천황(레이제이 천황의 황자)에게 양위하고, 센시가 낳은 야스히토 친왕이 동궁이 된다. 가네이에는 야스히토 친왕을 서둘러 즉위시키고자 했고, 간나(寛和) 2년(986년) 6월에 삼남 미치카네(道兼)와 함께 획책하여 가잔 천황을 꾀어 다이리(內裏)에서 데리고 나가서는 출가, 퇴위시켜 버린다. 이 사건 때 미치나가는 천황이 실종된 사실을 간파쿠 요리타다에게 보고하는 역할을 맡았다.
어린 야스히토 친왕이 이치죠 천황으로 즉위하여 천황의 외조부로서 셋쇼가 된 가네이에는 자신의 아들들을 급속 승진시켰고, 미치나가도 에이엔(永延) 원년(987년)에는 종3위가 되어 사쿄다이후를 겸하게 되었다. 이듬해(988년) 정월에는 산기(參議)도 거치지 않고 곤노주나곤(權中納言)으로 발탁된다. 앞서 미치나가는 사다이진(左大臣) · 미나모토노 마사노부(源雅信)의 딸 · 노리코(倫子)와 결혼하였는데, 에이엔 2년(988년)에 마사나가의 쓰치미카도도노(土御門殿)에서 장녀 쇼시(彰子)가 태어났다. 나아가 안나의 변에서 실각한 사다이진 · 미나모토노 다카아키라(源高明)의 딸 미나모토노 아키코(源明子)도 아내로 삼았다.

### 고레치카와의 대립
쇼랴쿠(正暦) 원년(990년) 7월에 가네이에가 죽자, 장남이자 미치나가의 형이었던 미치타카(道隆)가 뒤를 이어 간파쿠, 나아가 셋쇼가 되었다. 10월에 셋쇼 미치타카의 딸 데이시(定子)가 황후로 세워질 즈음, 미치나가는 중궁대부(中宮大夫)에 임명되고, 이듬해에는 곤노다이나곤(權大納言), 나아가 종2위가 되어 사콘노에노다이쇼(左近衛大將)을 겸하게 된다.
15세에 조정에 출사하였지만 막내아들이었기 때문에 손위 형제 2명이 병사할 때까지는 두각을 나타내지 못했다. 당시 미치타카의 적남이었던 조카 고레치카(伊周)는 미치나가를 뛰어넘어 나이다이진(內大臣)에 임명되고 아버지의 후계자로까지 여겨지고 있었을 뿐 아니라 이치조 천황의 데이시에 대한 총애도 깊었으므로 그 오빠인 고레치카에 대한 신임도 덩달아 두터웠다. 그러나 조토쿠(長徳) 원년(995년) 4월, 교토를 휩쓴 아카모가사(赤斑瘡, 홍역)으로 대부분의 구교(公卿)들이 차례차례 사망하고, 간파쿠 미치타카도 병을 얻어 쓰러지는데(다만 이건 역병이 아니라 평소 과음이 원인) 미치타카는 고레치카를 후임 간파쿠로 삼아줄 것을 청했지만 이는 허락되지 않았고, 다만 병중에 내람(内覧)만이 허락되었을 뿐이다. 미치타카가 죽자 그 동생 미치카네가 간파쿠가 되었지만, 미치카네는 취임하고 불과 며칠 만에 병으로 사망하면서 '7일의 간파쿠'로 불리게 되었다.
《오오카가미(大鏡)》 등에 보면, 고레치카는 스스로 간파쿠가 되기를 바랐고 이치조 천황의 뜻도 고레치카에게 있었지만, 고레치카가 정치를 행하면 천하가 흐트러진다고 본 미치나가는 자신이 셋칸이 되고자 했는데, 이치조 천황의 모후였던 히가시산조인(東三条院) 센시는 전부터 남동생 미치나가를 총애하고 조카인 고레치카를 미워하여 미치나가를 적극적으로 후원했고, 천황이 뜻을 바꾸려 하지 않자 눈물까지 흘려가며 호소한 끝에 결국 천황은 미치나가를 등용하기로 결정했다고 적고 있다. 미치나가와 고레치카의 대립은 계속되어, 7월 24일(8월 22일)에는 여러 구교들이 지켜보는 앞에서 말다툼까지 벌였고, 사흘 뒤에는 두 종자가 길에서 집단 난투극을 벌이기까지 했다. 천황은 조를 내려 미치나가에게 내람을 허락했고, 9월에는 고다이진으로 임명하여 후지와라 씨의 씨장자(氏長者)가 되었다.
조토쿠(長徳) 2년(996년) 정월, 고레치카와 그 동생 다카이에(隆家)가 여자 문제로 가잔 법황(法皇)에게 화살을 날리는 사건이 일어났고, 이 일로 형제는 4월에 각각 다자이곤노소치(大宰權帥)와 이즈모노곤노카미(出雲權守)로 좌천되면서 실각하고 말았다(조토쿠의 변). 이 일로 중궁 데이시(고레치카의 누이)가 머리를 깎고 비구니로 출가하기까지 했다가 천황의 명으로 다시 궁중으로 돌아오기도 했다. 미치나가는 7월에 사다이진으로 승진하여 명실공히 조정의 제1인자가 된다. 차석이었던 고다이진은 가네미치의 아들인 아키미쓰(顕光)가 맡게 되었는데, 아키미쓰는 당시부터 이미 무능한 인물로 경시되던 인물이었다.

### 이치조 천황과 미치나가
당초 이치조 천황이 내람의 선지만을 미치나가에게 내린 것은 고레치카에 대한 배려이자, 아직 곤노다이나곤에 불과한 미치나가에게 대신(大臣)의 지위가 없어 간파쿠가 될 자격이 부족했던 사정도 있다. 하지만 그 직후에 고다이진 ・ 후지와라 씨장자가 되었음에도 여전히 간파쿠로 취임하지 못한 채 내람에 고다이진(뒤에 사다이진)의 지위에 머무르고 있었다. 간파쿠도 직권 그 자체에는 결재권이 없었고 어디까지나 최고 결재권자인 천황의 후견적 존재였다. 때문에 천황과의 관계에 따라 그 권한이 좌우되는 것이었다(실제로 미치나가와 산조 천황의 사이는 소원했다). 또한 정부의 공식적인 최고 기관인 태정관(太政官)은 대신을 겸임하고 있다 해도 관여할 수가 없었다(미치나가의 아들은 아직 젊었고, 대신으로 취임해 미치나가의 입장을 대리할 수도 없었다). 따라서 미치나가는 자신의 손자가 천황이 될 때까지는 셋쇼 · 간파쿠가 되지 못하고, 태정관의 사실상의 수석인 사다이진으로서 공사를 집행하는 동시에 간파쿠에 가까운 권한을 가진 내람을 겸임함으로써 최고 권력을 행사하려고 했던 것이다.
죠토쿠 4년(998년), 미치나가는 중병에 걸렸고 이는 천황에게 출가를 신청할 정도로 심각한 것이었는데, 천황이 이를 재삼 만류하였고 곧 병이 쾌유되어 정무에 복귀했다. 죠호(長保) 원년(999년) 11월, 장녀 쇼시(彰子)를 뇨고로서 이치조 천황에게 입궁시킨다. 그 입궁은 성대한 것으로 온갖 호화로운 물품이 준비되었는데, 그 중에는 산기 미나모토노 도시카타(源俊賢)를 개입시켜 구교들의 와카를 모아 당시 명필로 이름난 후지와라노 유키나리(藤原行成)가 글씨를 쓴 4척의 병풍가도 있었는데, 가잔 법황까지 쇼시의 입궁을 위해 와카를 지어 주었다. 구교들 가운데 와카를 바치는 것을 거절한 것은 주나곤 후지와라노 사네스케(藤原実資)였는데, 그는 고노미야(사네요리의 가계)의 계승자로 당시 유직고실에 통달한 일류 학자로서 권세에 영합하지 않는 태도를 견지한 것이었다.
이듬해 2월에 미치나가는 쇼시를 황후(호는 중궁)로 들였다. 먼저 천황의 황후로 들인 데이시나 그 사이에서 제1황자 아쓰야스 친왕(敦康親王) 등을 둘 정도로 데이시와 천황의 사이가 좋았음에도 불구하고, 미치나가는 데이시를 황후궁(皇后宮)이라 칭함으로써 거듭 황후를 들이는 일을 강행했는데, 선례에도 없던 이 입후(立后)를 미치나가는 권세로 밀어붙였다. 여기에는 히가시산조인의 후원이나 구란도노카미(蔵人頭) ・ 후지와라노 유키나리의 논리로 무장한 설득이 큰 영향을 주었다. 쇼코는 간코(寛弘) 5년(1008년) 9월, 입궁 10년만에 미치나가의 쓰치미카도도노(土御門殿)에서 황자 아쓰나리 친왕(敦成親王)을 낳았고, 이듬해에 또다시 아쓰요시 친왕(敦良親王)을 얻었다. 그토록 바라던 손자(그것도 황손)를 얻었을 때의 미치나가의 기뻐 어쩔줄 몰라하던 모습은 무라사키 시키부가 쓴 일기에 잘 드러나 있다.
간코 8년(1011년) 6월, 병상에 누운 이치조 찬황은 동궁(레이제이 천황의 황자)에게 양위하고, 머리를 깎고 출가한 뒤 붕어한다. 이치조 천황과 미치나가 ・ 쇼코 부녀는 신뢰가 두터운 사이였지만 한편으로(비록 후세의 기록이라는 한계가 있으나) 《고지단(古事談)》과 《구간쇼(愚管抄)》에 보이는 것처럼, 미치나가 ・ 쇼시가 천황의 유품을 정리하다가 "왕이 올바른 정치를 바라는데 참소하는 신하의 일족이 나라를 어지럽히는구나(王が正しい政を欲するのに、讒臣一族が国を乱してしまう)"라고 쓴 천황이 쓴 자필을 발견하고 분노한 미치나가가 그것을 찢어버렸다는 일화가 전하기도 한다. 또한 그 시대의 기록으로 후지와라노 유키나리가 남긴 일기 《권기(権記)》에는, 이치조 천황이 죽기 직전 측근 유키나리에게 데이시 소생의 황자 아쓰야스 친왕을 차기 동궁으로 세우고자 상담했지만 이미 미치나가나 쇼시와 깊이 유착되어 있던 유키나리는 거꾸로 천황에게 미치나가의 외손자인 쇼시 소생의 아쓰나리 친왕을 차기 동궁으로 세울 것을 강력히 주장해 관철시켰다는 것, 한편으로 쇼시 자신도 이치조 천황의 뜻에 따라 데이시 사후에는 친자식처럼 키운 아쓰야스 친왕이 차기 동궁으로 서기를 바라고 있었지만, 아버지 미치나가가 이를 저버리고 아쓰나리 친왕의 태자 책봉을 지지한 것을 원망했다는 것 등의 일들이 기록되어 있어, 적어도 이치조 천황과 미치나가 부녀 사이에 아쓰야스 친왕, 아쓰나리 친왕의 장래 문제를 놓고 대립이 있었을 가능성은 크다.

### 산조 천황과의 대립
산조 천황은 4세 된 아쓰나리 친왕을 동궁으로 세웠다. 죠와(長和) 원년(1012년) 2월, 미치나가는 동궁 시절의 산조 천황에게 후궁으로 들인 차녀 겐시(妍子)를 황후(호는 중궁)로 삼는다. 당초 천황은 미치나가에게 간파쿠 취임을 의뢰하지만 미치나가는 거절한 채 여전히 내람에 머무르고 있었다. 산조 천황과 숙질 관계에 있었던 미치나가였지만 모후 죠시를 일찍 여의고 성인이 되어 즉위한 천황과 미치나가의 연대의식은 얕았고, 천황은 친정을 원했다. 나아가 겐시가 딸 데이시 내친왕(禎子内親王)을 낳는 등 천황과의 관계는 차츰 악화되어 갔다.
천황에게는 겐시와는 별개로 동궁 시절부터 총애하여 제1황자 아쓰아키라 친왕(敦明親王)을 비롯한 많은 자식들을 얻은 뇨고 세이시(娍子, 후지와라노 나리토키藤原済時의 딸)가 있었고 천황은 그녀도 황후(호는 황후궁)로 세우고자 했지만, 예식이 거행되기로 된 날 미치나가는 겐시가 참내한 날이라 하여 결석해버렸고, 여러 구교들도 미치나가를 따라 누구도 의식에 참여하려 하지 않았다. 후지와라노 사네스케가 병든 몸을 이끌고 주나곤 후지와라노 다카이에(隆家)와 함께 의식을 관리했지만, 쓸쓸한 의식이었다. 이듬해에 세이시가 황후가 된 것에 관련된 예우 차원의 논공행상으로 세이시의 오빠인 미치토(通任)에게 관위를 주려고 했을 때에도 미치나가는 오랫동안 세이시의 후견을 맡아온 것은 미치토가 아니라 큰오빠 다메토(為任)라며 미치토에게 관위를 주려는 천황의 자세를 비난하면서 기어이 다메토를 승진시키고 말았다.
산조 천황과 미치나가의 대립으로 정무가 여러 차례 정체되었는데, 대세는 미치나가에게 유리한 쪽으로 기울고 있었다. 산조 천황은 긴밀히 후지와라노 사네스케를 의지해 미치나가와 맞설 뜻을 밝혔지만, 사네스케도 세도가인 미치나가와 정면으로 맞서려 하지 않았기에, 고립된 천황은 죠와 3년(1014년) 실명 직전의 눈병에 걸렸고 미치나가는 이를 기회로 삼아 정무를 보기에 어렵다며 빈번히 양위를 강요했다. 미치나가가 아쓰나리 친왕의 즉위뿐 아니라 그 형제인 아쓰요시 친왕도 동궁으로 삼으려고 하는 것은 분명했고, 미치나가를 미워하면서 천황은 양위 요구를 거절하고 끊임없이 여러 신사와 사찰에 눈병 쾌유를 비는 가지기도(加持祈祷)를 명하게 한다. 죠와 4년(1015년) 10월, 양위 압력에 맞서 천황은 미치나가에게 준섭정(准摂政)을 맡기고 지모쿠(除目)를 위임하여 자신이 관여하지 않겠다는 조(詔)를 내린다. 그런데 11월, 새로 지어진 지 얼마 되지도 않은 다이리가 불타버리는 사건이 발생하자, 이를 빌미로 미치나가는 더욱 강력하게 양위를 청했고, 눈병도 전혀 나을 기미를 보이지 않는 가운데 결국 산조 천황은 제1황자 아쓰아키라 친왕을 동궁으로 한다는 조건으로 양위를 허락했다.
죠와 5년(1016년) 정월, 산조 천황은 양위했고, 동궁 아쓰나리 친왕이 고이치조 천황(後一条天皇)으로 즉위했다. 외조부 미치나가는 셋쇼가 되었다. 산조 천황과의 약속대로 동궁은 아쓰아키라 친왕이 맡게 되었다. 그러나 미치나가의 입장에서 아쓰아키라 친왕은 외척관계도 아닌데다 생모 세이시의 생가는 친왕을 지지할 후원자가 되어주지 못했고 친왕의 장인이었던 고다이진 아키미쓰는 덕망도 없어 전혀 의지가 되지 못했다. 7월에 쓰치미카도도노가 화재로 소실되자 여러 구니의 수령들은 미치나가의 호의를 사려고 한 간(間)씩 맡아 자재를 가지고 재건에 진력했는데, 특히 이요노카미(伊予守)로 있던 미나모토노 요리미쓰(源頼光)는 건물 외에 미치나가 일가에 필요한 생필품 전반을 바치기까지 했다. 개인의 저택을 지방관들에게 맡겨 짓게 하고 마치 주군처럼 행동하는 미치나가의 모습을 당시 정적(政敵) 후지와라노 사네스케조차도 중국 오(呉)나라의 태백(太伯)의 고사를 인용해 "지금의 태합(太閤)의 덕은 제왕과 같고, 세상의 흥망이 그의 마음 가는 대로 움직인다(當時太閤德如帝王、世之興亡只在我心)"고 평가하고 있다(《소우기小右記》 간닌寛仁 2년 6월 20일조). 반면 수령들은 바로 전년에 소실된 대궐 재건은 소홀했고, 이는 사네스케를 한탄하게 했다(《소우기》 간닌 2년 윤4월 27일조).

### 만년의 미치나가
간닌(寛仁) 원년(1017년) 3월, 미치나가는 샛쇼와 씨장자 자리를 적남인 요리미치(頼通)에게 넘겨주어 후계체제를 굳혔다. 5월에 산조 상황(上皇)이 붕어하고 8월에 아쓰아키라 친왕은 스스로 동궁의 자리에서 물러났다. 미치나가는 아쓰아키라 친왕을 준태상천황(准太上天皇)으로 받들고(인호院号는 고이치조인小一条院) 딸 간시(寛子)를 시집보내는 등 후대하였다. 새로운 동궁에는 미치나가의 뜻대로 아쓰요시 친왕이 세워진다. 12월에 종1위 타이조다이진에 임명되어 인신(人臣)으로서 최고의 지위에 오르지만 곧 이를 사임한다(미치나가가 타이조다이진에 임명된 것은 이듬해인 간닌 2년 정월에 있었던 고이치조 천황의 원복에서 관을 씌우는 역을 맡기 위해서였다. 천황의 원복에는 타이조다이진이 이 역할을 맡는 것이 상례였다) 일단 정치 일선에서는 물러났지만 그 뒤에도 젊은 셋쇼 요리미치의 후견인으로 그를 통해 정무에 관여했다.
간닌 2년(1018년) 3월, 고이치조 천황이 11세가 되자 미치나가는 셋째 딸인 이시(威子)를 뇨고로 삼아 입궐시키고, 10월에는 중궁으로 삼게 한다. 사네스케는 자신의 일기 《소우기》(小右記)에서 "한 집에서 세 황후가 나온 것은 일찍이 없던 일이다(一家立三后、未曾有なり)"라며 감탄하는 말을 남겼다. 이시의 황후 책봉일(10월 16일 즉 양력 11월 26일)에 미치나가의 저택에는 여러 구교들이 모여 축하연을 열었고, 미치나가는 사네스케에게 즉흥시를 지었다. 이것이 유명한 "천하가 모두 나의 것이니 저 둥근 달처럼 모자람이 없어라(この世をば　わが世とぞ思ふ　望月の　欠けたることも　なしと思へば)"라는 노래이다(《소우기》 원문은 한문으로 되어 있음). 사네스케는 정중하게 답가를 거절하고, 대신 모두 함께 이 '명곡'을 읊자고 제안했다. 모든 구교들이 거듭 제창한 이 노래는 미치나가의 일기 《미도 간파쿠기》(御堂関白記)에는 기록되지 못한 대신 미치나가에게 비판적이었던 사네스케의 일기에 수록되어 후세에 전해지게 된다.
간닌 3년(1019년) 3월에 미치나가는 병으로 머리를 깎고 출가하였다. 반년 뒤 도다이지(東大寺)에서 수계를 받는데, 법명은 행관(行観)이었다(훗날 행각行覚). 간닌 5년(1021년) 미치나가의 막내딸 기시(嬉子)도 장래 황비(皇妃)가 될 동궁 아쓰요시 친왕을 상시(尚侍)로서 섬겼지만, 지카히토 친왕(親仁親王, 훗날의 고레이제이 천황)을 낳고 반쥬(万寿) 2년(1025년) 요절한다.
만년의 미치나가는 장대한 호죠지(法成寺)의 건립에 정력을 쏟았다. 호죠지 축조에는 자재와 인력이 쏟아져 들어왔다. 여러 구니의 수령들은 관에 납입하는 것은 뒷전으로 미룬 채 세도가인 미치나가를 위해 앞다투어 이 공사에 뛰어 들었다. 나아가 미치나가는 여러 구교나 승려, 백성들에 대해서도 요역 부담을 명했다. 이 축조를 통해 그들에게 자신의 권위를 알림과 동시에 당시 말법 사상이 퍼지는 가운데 '극락왕생'을 바라는 자들에게 부처에 대한 공덕을 쌓을 기회를 준다는 양면적인 의도가 있었던 것이다. 《영화 이야기(栄花物語)》는 미치나가가 생전 누렸던 영화로움의 극치를 호죠지의 장려한 모습을 통해 전하고 있다.
이후 미치나가는 이 호죠지에서 살았지만, 많은 자식들이 자신보다 앞서 자주 병치레를 치렀고, 반쥬 4년(1028년) 12월(양력 1월), 병으로 숨을 거둔다. 향년 62세였다(사인은 분명하지 않지만 기록을 살펴볼 때 암 또는 당뇨병이 아닐까 추정한다). 미치나가는 후지와라 홋케(北家)의 전성기를 쌓아 올린 인물로 셋칸 정치가 붕괴된 후도 그의 자손인 미도류(御堂流)만이 대대로 셋칸의 관직을 세습하면서, 이를 본류로 고셋케(五摂家)와 구세이카(九清華)의 산케(三家, 즉 가잔인花山院 ・ 오이미카도大炊御門 ・ 다이고醍醐)를 배출했다.

## 국보 · 미도 간파쿠기(御堂關白記)
미치나가의 통치 기간에 일본 문학의 걸작이 많이 탄생하였으며, 그 자신이 남긴 일기는 헤이안 시대를 연구하는 데 중요한 자료가 되었다. 미치나가가 33세 때부터 56세때까지의 일을 적은 그의 일기 《미도 간파쿠기》(《호쇼지셋쇼기法成寺摂政記》)는 자필본 14권、필사본 12권이 교토의 요메이 문고(陽明文庫)에 보존되고 있는데, 오자 ・ 탈자가 여기저기 흩어져 있고 심한 욕설이나 기뻐하는 말도 고스란히 기록한 데에서 느긋하면서도 직설적인 미치나가의 성격을 파악할 수 있다. 또한 자신의 본처인 미나모토노 린시를 가리켜 '뇨보(女房)'라고 부르고 있어, '뇨보'라는 말을 현대 일본어와 같은 의미로 쓰고 있는 점은 주목할 만 하다. 당시의 정치나 귀족의 생활에 대한 초1급 사료로 평가되며, 1951년(쇼와 26년)에 일본의 국보로 지정되었고, 2011년 5월 유네스코 세계기록유산으로 추천되었다.

## 가족
- 부인 : 미나모토노 린시/토모코(源倫子)
  - 장녀: 쇼시(彰子) : 이치조 천황의 중궁
  - 장남: 요리미치(頼通)
  - 차녀: 겐시(妍子) : 산조 천황의 중궁
  - 5남: 노리미치(教通)
  - 이시(威子): 고이치조 천황의 중궁
  - 기시(嬉子): 고스자쿠 천황의 동궁비(요절)

- 부인 : 미나모토노 메이시(源明子)
  - 차남: 요리무네(頼宗)
  - 3남: 아키노부(顕信)
  - 4남: 요시노부(能信)
  - 3녀: 간시(寛子) : 아쓰아키라 친황(산조 천황의 장남)과 결혼
  - 5녀: 손시(尊子) : 미나모토노 모로후사(源師房)의 부인
  - 6남: 나가이에(長家)